# Геологія Індонезії

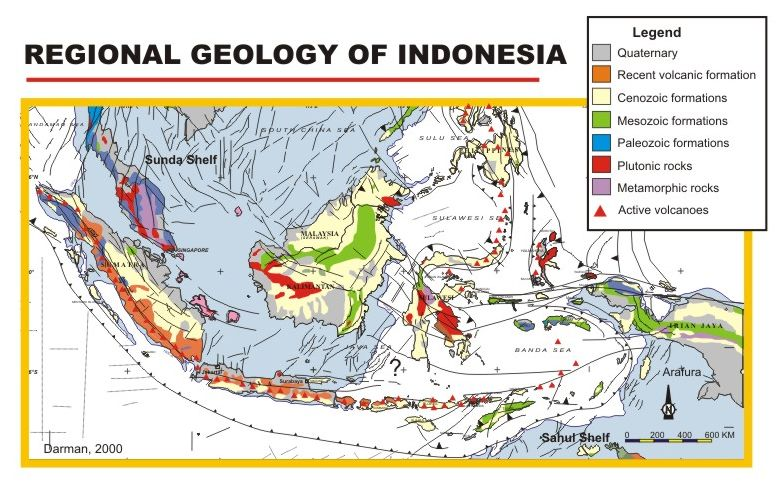
Геологічна мапа Індонезії.

Геологічна будова Індонезії.

## Загальний опис
Острови Індонезії розрізнюються своєю геологічною структурою. Так, значні частини західної групи островів (східна Суматра, західний і центральний Калімантан, острови Банку і Белітунг) разом з мілководними Південно-Китайським і Яванським морями приурочені до Зондської платформи. У минулому це був масив суші, який сполучався з материковою Південно-Східною Азією. Внаслідок опускання суші утворилися моря, протоки і острови. Структурно острови Танібар, Ару, Кей і південний захід Нової Ґвінеї утворюють єдине ціле з Сахульським шельфом (продовженням Австралійського континенту, затопленим Арафурським морем). Між цими великими структурами в зоні молодої складчастості в оточенні глибоководних морів знаходиться острів Сулавесі. Звідси починається Тихоокеанська гірська тектонічна система, що продовжується на Філіппінах, Молуккських островах і Новій Ґвінеї. У західному напрямі від Сулавесі простяглася Бірмано-Яванська, або Зондська, гірська дуга — частина Гімалайської складчастої системи. До цієї дуги належать Малі Зондські острови, Ява, гори Суматри.
Отже, Індонезія розташована на зчленуванні трьох планетарних орогенічних поясів: східної околиці Середземноморського, Західно-Тихоокеанського і Циркумавстралійського (Меланезійського). За геологічно будовою більша частина території Індонезії належить до області молодого кайнозойського тектогенезу; північно-східна частина острова Суматра і сусідніх островів, а також південно-західна частина острова Калімантан належать до області мезозойської, центральна частина острова Нова Ґвінея і острів Ару — до домезозойської, а південь Нової Ґвінеї — до докембрійської складчастості. Характерні елементи сучасної геологічної структури Індонезії — острівні дуги і пов'язані з ними глибоководні океанічні жолоби. У геологічній будові Індонезії беруть участь метаморфічні породи пермі-карбону, палеозойські, мезозойські і палеоген-неогенові ефузивно-осадові відклади різного складу, а також четвертинні вулканічні утворення. Інтрузивні породи кислого, основного і ультраосновного складу належать до палеозою і головним чином до мезозою та неозою.

## Локалізація корисних копалин
З пермо-карбоновими діабазами і метаморфічними породами західного і центрального Калімантану та Суматри пов'язані вияви марганцевих руд, а з інтрузіями ґранодіоритів — скарнові родовища руд заліза; з посттріасовими, юрськими, гранітними батолітами островів Ріау, Банку і Белітунг — родовища руд олова, а на південному заході і заході острова Калімантан — родовища руд золота, міді, заліза, молібдену, стибію, цинку і свинцю. У асоціації з пізньокрейдовими породами острова Суматра знаходяться родовища руд заліза, свинцю і цинку, золота і срібла. У зоні міоценової вулкано-плутонічної діяльності в західних берегових хребтах Південної Суматри, Південної Яви і в західній дузі Сулавесі відомі золото-срібні жили.
На островах Флорес і Сулавесі є скарнові вияви залізної руди. У вапняках міоценової доби поширені родовища марганцевих руд. З міоценовими інтрузіями Іріан-Джаї пов'язане мідь-золото-срібне родовище Ертсберґ. Важливе значення мають латеритові залізорудні і залишкові нікелеві родовища, які поширені в корах вивітрювання габро-перидотитових порід архіпелагу. Родовища нафти приурочені до неогенових відкладів островів Суматра, Ява, Калімантан, Сулавесі, Серам та Іріан-Джаї і Яванського моря. Поклади вугілля пов'язані з палеоген-неогеновими відкладами Суматри і Калімантану.